# Вюлье, Франсуа
Франсуа Вюлье (фр. François Vulliet; 13 мая 1843, Лозанна — 1 марта 1896, Ментона) — швейцарский гинеколог.
Изучал медицину в Женеве и Лионе, с 1868 г. практикующий врач. В 1871 г. защитил диссертацию доктора медицины «Об одном новом методе сдерживания и исцеления пролапса матки» (фр. D'un nouveau moyen de contention et de traitement du prolapsus utérin). В 1872—1874 и 1878—1880 гг. депутат Большого совета Женевы, примыкал к радикальной партии (будущей Свободной демократической партии Швейцарии). Участвовал в разработке закона об учреждении медицинского факультета Женевского университета. После создания факультета в 1876 г. профессор медико-хирургического отделения Женевского университета, с 1889 г. профессор отделения гинекологии и акушерства. Предложил способ расширения шейки матки с использованием йодоформной турунды (1884).
Основные опубликованные сочинения — «Уроки оперативной гинекологии» (фр. Leçons de gynécologie opératoire; 1889, в соавторстве с О. Люто, испанский перевод 1894) и «Массаж в гинекологии: техника, наблюдения и пр.» (фр. Le massage en gynécologie: technique, observations etc.; 1890).
Член Женевского медицинского общества (1894), член-корреспондент Савойской академии наук, литературы и искусства (1892).
Первым браком (1870) был женат на Жоржине Мари Пикар. Вторым (не ранее 1887 г.) — на пианистке Ольге Сезано.